# Die Olsenbande läuft Amok
Die Olsenbande läuft Amok ist eine dänische Kriminalkomödie aus dem Jahr 1973. Es handelt sich um den fünften Film aus der Filmreihe mit der Olsenbande.

## Handlung

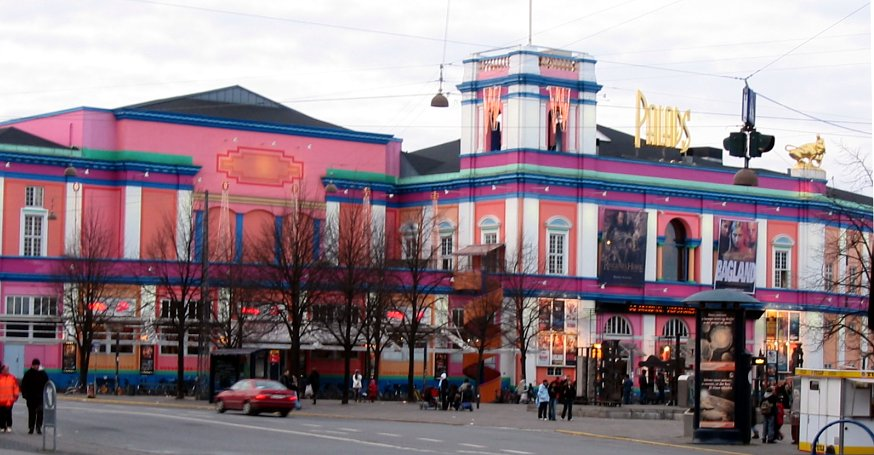
Das Kino Palads, in dem die Olsenbande die Tageseinnahmemen stehlen will. Hier fand auch die erste Kinopremiere des Filmes am 5. Oktober 1973 statt.

Zu Beginn des Films will die Olsenbande die Tageseinnahmen eines Kinos stehlen, was jedoch misslingt. Benny hatte den Diebstahls-Plan seinem Bruder Harry verraten, der als Spezialist für das Sprengen von Tresoren gilt, aber sehr unzuverlässig ist. Harry taucht unerwartet und betrunken am Tatort auf und bringt Egons Plan völlig durcheinander, indem er eine eigentlich deaktivierte Alarmanlage auslöst. Egon schafft es nicht zu flüchten und wird wieder einmal verhaftet.
Nachdem Egon acht Monate später aus dem Gefängnis entlassen wurde, muss er erstaunt feststellen, dass sich seine Bandenmitglieder Kjeld und Benny von ihm losgesagt haben. Der Grund dafür ist Benny, der einen neuen Weg gefunden zu haben glaubt, seine Geldsorgen loszuwerden: Er will Ragna heiraten, die Tochter des Ladenbesitzers Kvist, um später einmal dessen Laden übernehmen zu können. Egon muss sich eine Bleibe suchen und kommt zunächst bei Bennys Bruder Dynamit-Harry unter. Um seinen eigentlichen Plan durchzuführen, in dem es sich um den Tresor des zwielichtigen Unternehmers Hallandsen dreht, beteiligt er sich an einem von Harry geplanten Einbruch. Wie sich herausstellt, führt dieser ausgerechnet in Kvists Laden, wo Egon unverhofft auf Benny und Kjeld trifft, die unbezahlte Überstunden verrichten. Egon entkommt rechtzeitig, Kvist hält daraufhin Kjeld und Benny für die Einbrecher und lässt sie verhaften. Gemeinsam mit Børge kann Egon die beiden – dank seiner umfangreichen Kenntnisse über den Transport von Strafgefangenen – befreien, und die drei versöhnen sich wieder. Egon kann nun endlich beginnen, mit Benny und Kjeld seinen eigentlichen Plan vorzubereiten.
Der Unternehmer Hallandsen hat in seinem Tresor mehr als zehn Millionen Kronen Schwarzgeld deponiert, die später außer Landes geschafft werden sollen. Auch die Polizei ist Hallandsen auf der Spur und observiert seine Firma. Kriminalkommissar Jensen erhofft sich durch die Lösung dieses Falls endlich wieder persönliche Anerkennung. Der erste Einbruchs-Versuch der Olsenbande geht beinahe wieder schief, als Egon in einem Kühlraum eingesperrt wird und nur mit der Hilfe von Dynamit-Harry wieder freikommt. Am Abend vor dem geplanten Coup tauchen unerwartet die Kvists auf, um sich mit Benny und Kjeld zu versöhnen. Egon ist erbost, als Benny sich entschließt, wieder bei seinen alten Heiratsplänen mit Ragna zu bleiben. Er verlässt Kjeld und Benny und beginnt seinen Plan allein zu verwirklichen.
Bei einer großen Versöhnungsfeier mit Benny, Kjeld, Ragna sowie ihren Familien kommt jedoch ans Licht, dass auch Ragnas Vater unter Geldproblemen leidet und sich gerade von Benny deren Lösung erhofft. Bestürzt eilen Kjeld und Benny Egon zu Hilfe und lassen die jammernde Ragna zurück. Tatsächlich gelingt es den dreien, Hallandsens Millionen an sich zu bringen und mit einem Lieferwagen zu flüchten. Als die Polizei wenig später den Tresor im Rahmen ihrer Ermittlungen öffnen will, wollen sie dafür die Hilfe von Egon in Anspruch nehmen.
Als die Polizei bei den Jensens auftaucht und Egon für diese Gefälligkeit mitnimmt, werfen Benny und Kjeld in Panik das Geld in eine Mülltonne, die kurz darauf geleert wird. Während Egon der Polizei hilft und den leeren Tresor öffnet, können Benny und Kjeld nur mit ansehen, dass das Geld in der Müllverbrennungsanlage gelandet ist. Egon lässt sich von Jensen mit ein paar Scheinen entlohnen und zum Flughafen bringen, um mit den anderen nach Mallorca zu flüchten. Jensen steht als Versager da, als entdeckt wird, dass der Tresor leer ist. Die letzte Einstellung zeigt, wie die Caravelle, in der die Olsenbande sitzt, in einen Schlingerkurs übergeht, als Benny Egon erzählt, was mit dem Geld passiert ist.

## Deutsche Synchronisation
Wie alle Filme der Reihe wurde dieser Film in der DDR durch die DEFA synchronisiert. Benny wurde in diesem Film nicht von Peter Dommisch, sondern von Kurt Kachlicki gesprochen. Vermutlich ist dies der Grund, warum Bennys Standardausdruck „Skidegodt!“ in diesem Film nicht als „Mächtig gewaltig!“, sondern als „Das fetzt ein!“ synchronisiert wurde. Karl Heinz Oppel war wie üblich die deutsche Stimme von Egon, Günter Schubert hatte seinen zweiten und letzten Auftritt als Kjeld-Synchronsprecher. Margarete Taudte sprach die Figur der Ragna, Winfried Wagner war diesmal auf Preben Kaas als Dynamit-Harry zu hören. Wie im Film zuvor synchronisierte Fred Mahr erneut Arthur Jensen. Die Synchronregie führte Hella Graf.